# Gerald Cohen
Gerald Allan (G.A.) "Jerry" Cohen, född 14 april 1941 i Montréal i Kanada, död 5 augusti 2009 i Oxford i Storbritannien, var en kanadensisk marxistiskt influerad filosof och professor vid Oxfords universitet i England. Han var en av de främsta företrädarna för den analytiska marxismen och medlem i Septembergruppen.
Cohen skrev 1978 boken Karl Marx' Historieteori: Ett försvar vilken utgör ett försvar och vidareutveckling av Marx' historiematerialism. I boken försvarar han socialism ur ett moraliskt perspektiv. Boken kom att utgöra ett modernt alternativ till John Rawls och Robert Nozick inom den politiska filosofin inom den analytiska traditionen.

## Böcker om Cohen
- The Egalitarian Conscience: Essays in Honour of G. A. Cohen (2006); edited by Christine Sypnowich